# شون بيلي (لاعب كرة قدم)
شون بيلي (بالإنجليزية: Shaun Beeley)‏ هو لاعب كرة قدم بريطاني في مركز الدفاع، ولد في 21 نوفمبر 1988 في ستوك بورت في المملكة المتحدة. شارك مع منتخب إنجلترا لكرة القدم C ‏. أما مع النوادي، فقد لعب مع سالفورد سيتي وفليتوود تاون ونادي بارو ونادي بوري ونادي ساوثبورت ونادي موركامب.

## وصلات خارجية
- شون بيلي (لاعب كرة قدم) على موقع قاعدة بيانات كرة القدم.إي يو (الإنجليزية)
- شون بيلي (لاعب كرة قدم) على موقع Soccerbase.com (لاعب) (الإنجليزية)